# Ludwig Tieck
Johann Ludwig Tieck (Berlín, 31 de mayo de 1773-íd., 28 de abril de 1853), escritor e hispanista alemán del Romanticismo.

## Biografía
Berlinés, estudió historia, filología y literatura en las universidades de Halle (1792), Gotinga (1792-3 y 1793-4) y Erlangen (1793). Una vez vuelto a Berlín, empezó su carrera de narrador escribiendo novelas de aventuras en colaboración con el ilustrado Nicolai. Su amistad desde la infancia con Wilhelm Heinrich Wackenroder y, en Jena, con los hermanos von Schlegel, Friedrich y August Wilhelm, y su trato asiduo con el poeta Novalis, de quien fue editor, con los filósofos Fichte y Schelling y con los hermanos Bettina y Clemens Maria Brentano le inclinaron a la estética del Romanticismo, y de hecho él fue, al confundar con los Schlegel la revista Das Athenäum, uno de los principales impulsores del Romanticismo alemán. A partir de 1800, residió sucesivamente en Berlín, Dresde, Viena, Múnich y Praga. En 1805 marchó a Italia y allí se dedicó a investigar en la Biblioteca Vaticana en busca de manuscritos de literatura medieval alemana. En 1817 marchó a Londres, donde estudió a Shakespeare, algunas de cuyas obras tradujo ayudando a su amigo el filólogo August Wilhelm von Schlegel. Después no se movió apenas de Dresde durante veinte años, entregado en cuerpo y alma al teatro, como última gran figura viva del Romanticismo alemán, hasta que el rey de Prusia le encargó la dirección del Teatro Real de Berlín en 1842; allí murió octogenario y cubierto de honores el 28 de abril de 1853.

## Obra
Tradujo en cuatro volúmenes el Don Quijote de Miguel de Cervantes (Berlín, 1799-1801) y ayudó a August Wilhelm von Schlegel con la traducción de parte del teatro de Shakespeare. Editó cantigas amorosas de bastantes poetas medievales y las obras de los poetas alemanes Novalis y Kleist. Él mismo escribió poesía, narrativa corta y extensa y bastante teatro.
Destacó en la narrativa sobre todo por sus cuentos inspirados en el folklore tradicional alemán y sus novelas. Entre los primeros destacan Eckbert el rubio (1796) y La montaña de las runas (1802). Su narrativa extensa se encuentra al principio muy influida por Goethe y la corriente del Sturm und Drang, de forma que resulta ser de carácter gótico o fantástico; en ella sobresalen su novela epistolar La historia del señor William Lowell (3 volúmenes, 1795-1796), Vida de poeta (1826) y El joven ebanista (1836); posteriormente, más distanciado del Romanticismo, fue uno de los primeros en cultivar la novela histórica con obras como Der Tod des Dichters (La muerte del poeta), 1833, sobre Luis de Camoens, o Vittoria Accoramboni (1840), ambientada en la Italia del Renacimiento.
En el campo del teatro, se hicieron famosas sus versiones satíricas de los cuentos de hadas, como la popular de El Gato con Botas (1797), e hizo a veces ejercicios metateatrales o del teatro dentro del teatro en sus comedias satíricas Die verkehrte Welt (El mundo al revés), 1798 y Prinz Zerbino (El príncipe Zerbino), 1799, donde se ejercita la ironía romántica. También cultivó el drama histórico romántico con obras como Leben und Tod der heiligen Genoveva (Vida y muerte de Santa Genoveva), 1800 y Kaiser Octavianus (El emperador Octaviano), 1804.
Se atribuye a Tieck uno de los primeros relatos de vampiros del Romanticismo en la historia de la literatura: "No despertéis a los muertos", (c. 1800), traducido al español por Francisco Torres Oliver a partir de una edición inglesa, "Wake not the Dead" (1823).
Se trata de la tercera incursión del Romanticismo en el mito de la mujer-vampira, tras las seminales Lenore (1773) de Gottfried August Bürger y La novia de Corinto (1797) de Goethe.

### Listado de obras

#### Novela
- William Lovell (1793-96).
- Der Blonde Eckbert (Eckbert, el rubio), 1796,
- Franz Sternbalds Wanderungen (Excursiones de Franz Sternbald), 1798.
- Der Tod des Dichters (La muerte del poeta), 1833. Novela histórica.
- Des Lebens überfluss (Profusión de vida), 1839. Novela histórica.
- Vittoria Accorombona (1840). Novela histórica.

#### Narrativa corta
- Phantasus (1812-16), colección de leyendas

#### Teatro
- Fortunat (1816) comedia
- Leben und Tod der heiligen Genoveva (Vida y muerte de Santa Genoveva), 1800, drama.
- Leben und Tod des kleinen Rotkäppchens: eine Tragödie (Vida y muerte de Caperucita Roja. Una tragedia), 1800, drama.
- Kaiser Octavianus (El emperador Octaviano), 1804, drama.
- Der gestiefelte Kater (El Gato con Botas), 1797, comedia satírica.
- Die verkehrte Welt (El mundo al revés), 1798, comedia satírica.
- Prinz Zerbino (El príncipe Zerbino), 1799, comedia satírica.